# HyperSPARC
hyperSPARC (кодовое имя «Pinnacle») — микропроцессор, использующий систему команд SPARC V8, разработанный компанией Ross Technology для Cypress Semiconductor. hyperSPARC был представлен в 1993 и соперничал с микропроцессором SuperSPARC от Sun Microsystems.

## Описание
hyperSPARC — это суперскалярный процессор. Он состоит из четырёх исполняющих устройств: арифметико-логическое устройство, устройство для вычислений с плавающей точке (FPU), устройства ввода-вывода (load/store unit) и branch unit. hyperSPARC имеет 8 КБ кэша для инструкций, из которого за один цикл вынимаются две инструкции и декодируются. Декодер не может декодировать новые инструкции, пока предыдущие инструкции не переданы в исполняющие устройства.
Целочисленный регистровый файл содержит 136 регистров, предоставляющих восемь регистровых окон. Он имеет два порта для чтения. АЛУ имеет четырёхступенчатый конвейер. Инструкции целочисленного умножения и деления, добавленные в архитектуру SPARC версии V8, выполнялись с задержкой в 18 и 37 циклов.
hyperSPARC поддерживает многопроцессорность на системах с MBus.